# Leodegar Coraggioni
Leodegar Coraggioni (Lucerna, 17 gennaio 1825 – Lucerna, 25 luglio 1900) è stato un numismatico svizzero.
Aveva lo stesso nome del padre. Lavorò dal 1856 presso la Banca di Lucerna, della quale divenne direttore nel 1860; e poi presidente dal 1891. La Banca era la prima banca commerciale della città.
Fu anche membro e poi presidente del consiglio di amministrazione della ferrovia del Rigi (Rigi-Bahnen).
Coraggioni fu uno studioso della numismatica del suo paese e fu autore di una storia delle monete svizzere, "Münzgeschichte der Schweiz", pubblicata a Ginevra nel 1896 e ristampata in copia anastatica a Bologna, opera che rimane tuttora la più completa per la monetazione svizzera.